# Sedgwick (Kansas)
Sedgwick é uma cidade localizada no estado americano de Kansas, no Condado de Harvey e Condado de Sedgwick.

## Demografia
Segundo o censo americano de 2000, a sua população era de 1537 habitantes.
Em 2006, foi estimada uma população de 1640, um aumento de 103 (6.7%).

## Geografia
De acordo com o United States Census Bureau tem uma área de
2,8 km², dos quais 2,8 km² cobertos por terra e 0,0 km² cobertos por água. Sedgwick localiza-se a aproximadamente 427 m acima do nível do mar.

## Localidades na vizinhança
O diagrama seguinte representa as localidades num raio de 16 km ao redor de Sedgwick.